# كاريل غودين دي بوفورت
كاريل غودين دي بوفورت (بالهولندية: Carel Godin de Beaufort) مواليد 10 أبريل 1934 في هولندا، كان سائق فورملا 1 هولندي سابق بدأ مسيرته الاحترافية سنة 1957. كان أول سباق له هو جائزة ألمانيا الكبرى 1957.

## سباقات شارك فيها
- لو مان 24 ساعة
- بطولة العالم للسيارات الرياضية